# Har Kena‘an
Har Kena‘an (hebreiska: הר כנען, Har Kena’an) är ett berg i Israel.   Det ligger i distriktet Norra distriktet, i den norra delen av landet. Toppen på Har Kena‘an är 871 meter över havet.
Terrängen runt Har Kena‘an är huvudsakligen lite bergig. Runt Har Kena‘an är det tätbefolkat, med 659 invånare per kvadratkilometer. Närmaste större samhälle är Safed, 2,6 km sydväst om Har Kena‘an. Trakten runt Har Kena‘an består till största delen av jordbruksmark.